# 스케에멜라
스케에멜라(학명: Skeemella)는 지금의 미국 유타주 휠러 셰일(Wheeler Shale)과 마줌 지층(Marjum Formation)에서 발견된 고충동물이다. 

## 특징
스케에멜라는 두 개의 명확한 부분(넓다란 어뢰 모양의 앞부분과 활발한 유영 생활을 한 근육질 동력부로 여겨지는 체잘화된 뒷부분) 으로 나뉘는 몸을 가진, 고충류의 전형적인 특징 요소들을 보인다. 고충류는 원래부터 절지동물의 근연으로 그려졌으나, 이들의 분류는 논쟁 중에 있다. 새열로 여겨지는 앞부분에 있는 일련의 개구부가 있는 새로운 속의 발견은 이들에 대한 가설 방향을 피낭동물과 근연인 후구동물 줄기군, 또는 척삭동물 왕관군으로 이동시켰다. 일반적인 고충류의 최신 복원도는 피낭동물의 유생 또는 단순 두삭동물을 닮아있으며, 앞몸은 호흡용과 램제트 형식의 여과용으로 쓰는 인두가 달리고, 뒷몸은 근육 덩어리로 이루어져 있는 모습으로 묘사된다.  그러나, 스케에멜라는 이런 가설에 적합하지 않은 후보인데, 뒷몸의 체절은 절지동물과 명확한 유사성을 보인다. 스케에멜라가 고충류가 아니거나, 연구자들이 아직 스케에멜라를 제대로 해석할 만큼 충분한 자료를 가지고 있지 않거나, 고충류가 후구동물이 아닐 수 있다.
스케에멜라는 2005년 버지스 셰일 절지동물의 전문가인 데렉 브릭스가 이끄는 팀이 논문으로 발표했다. 스케에멜라의 두 몸체가 큐티클로 덮여있을 것으로 진단했다. 앞몸은 짧고 넓으며, 등모서리가 곧고 배모서리는 굽어있고, 세로로 나뉘어 있어 머리방패와 비슷한 모습이다. 앞몸은 (여러 개의 개구부가 한 묶음으로 구성되기보다는) 얇은 격막으로 나눈 9개의 마디로 구성되어 있는 것으로 해석된다. 스케에멜라는 모식표본의 경우, 43마디로 이루어진 가늘은 지렁이 모양의 뒷몸을 가지는데, 유연한 막으로 분리된 체절로 식별된다. 뒷몸은 절지동물의 꼬리마디와 비슷한 마디로 끝나는데, 이는 길고 마디가 없는 납작한 구조로, 뒤쪽으로 뻗은 두 개의 가시로 끝난다.
2020년에는 프티카그노스투스 푼크투오수스(학명: Ptychagnostus punctuosus) 생물대가 있는 마줌 '중간' 지층(Marjum formation)의 드룸절(Drumian) 퇴적층에서 스케에멜라의 화석표본 두 점이 추가로 발견되었다. 이들은 모식 표본보다 보존 상태가 좋지는 않지만, 그중 하나는 큐티클의 바깥쪽 부분이 보존되어 있는 반면, 모식 표본은 안쪽 부분이 보존되어 있다. 마줌 표본들은 모식 표본보다 짧고 넓은 개별적인 뒷몸을 가지고 있다. 이는 종 간 차이보다는 개체 간 차이를 보여주는 것일 가능성이 높다.